# Kalapana
Kalapana est une ancienne ville des États-Unis située dans le district de Puna, à Hawaï. Elle est entièrement détruite par des coulées de lave du Puʻu ʻŌʻō à partir de 1990 mais quelques résidents y reviennent pour reconstruire leurs maisons. L'endroit est aussi traversé par de nombreux touristes qui se rendent un peu plus au sud-ouest, à proximité des coulées de lave actives et notamment celles qui se jettent dans l'océan Pacifique.

## Géographie

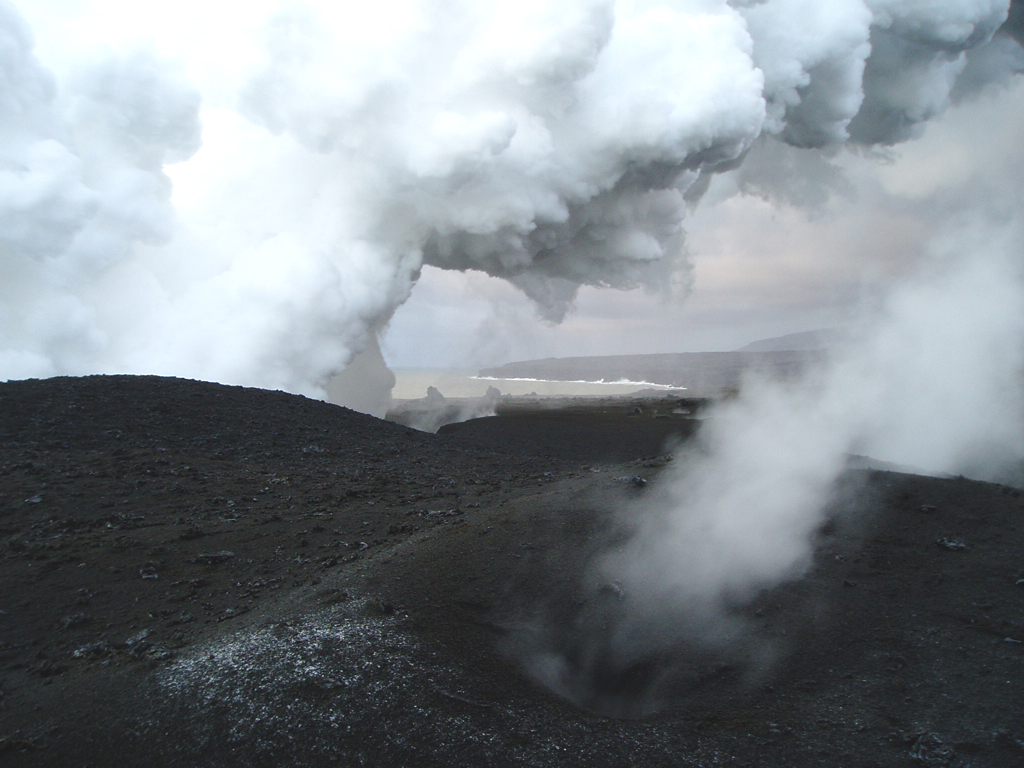
Activité volcanique près de Kalapana en 2008.

Le site de Kalapana est situé aux États-Unis, dans le Sud-Est de l'archipel, de l'île et de l'État d'Hawaï. Administrativement, elle se trouve dans le district de Puna du comté d'Hawaï. Kalapana est une populated place, un lieu habité non incorporé ne faisant partie d'aucune place. Par conséquent, Kalapana n'a aucune frontière administrative du point de vue du droit américain bien qu'elle en ait une selon la tradition hawaïenne.
La ville s'étendait au pied du Kīlauea, à l'est de son sommet, le long du littoral de l'océan Pacifique juste à côté de la pointe Hakuma, au sud de Hilo, la plus grande ville de l'île. Son altitude moyenne officielle était de quatre mètres mais elle varie en fonction de l'avancée de la lave qui surélève les terrains de plus de quinze mètres par endroits. Elle est accessible via les routes 130 et 137 et avant sa destruction, elle constituait l'une des extrémités de la Chain of Craters Road qui part du sommet du volcan ainsi que du Puna Coast Trail, un sentier de randonnée longeant le littoral du Kīlauea, et du Kalapana Trail, un autre sentier de randonnée venant du rift Est.
Officiellement inhabitée depuis sa destruction en 1990, Kalapana compte néanmoins quelques habitants qui reconstruisent leurs maisons. Certaines de ces habitations furent néanmoins détruites par de nouvelles incursions de la lave, obligeant leurs occupants à fuir de nouveau.

## Histoire

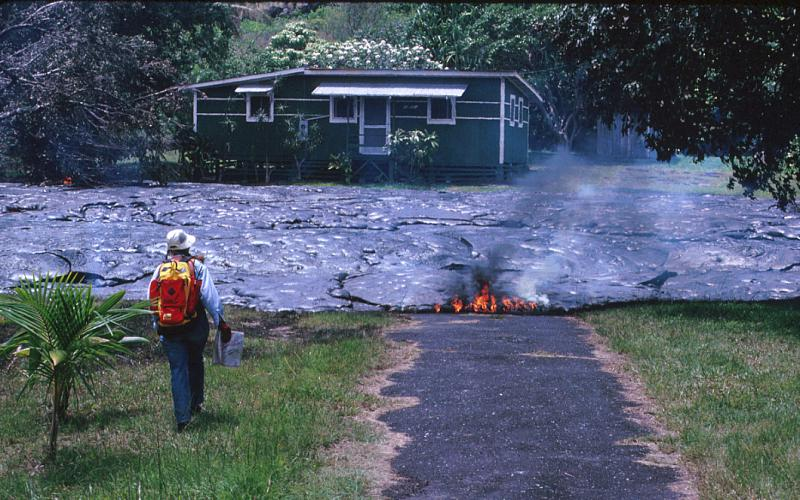
Destruction d'une maison à Kalapana le 29 avril 1990 par une coulée de lave du Puʻu ʻŌʻō.

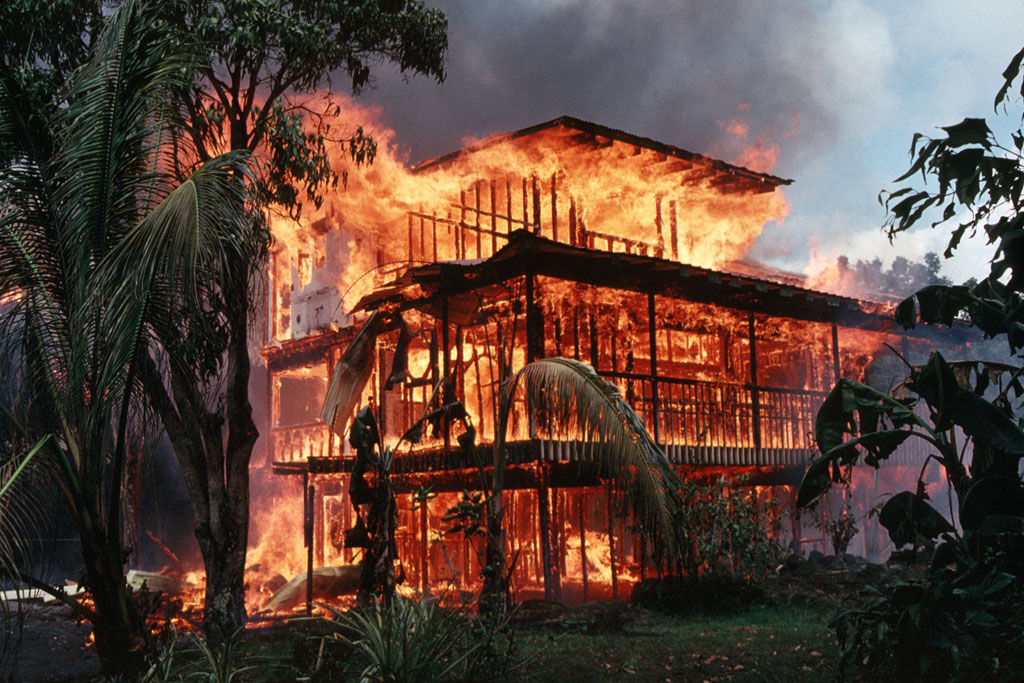
Maison en flamme le 22 avril 1990.

Kalapana commence à être partiellement détruite en novembre 1986 par une coulée de lave du Kīlauea émise par le Puʻu ʻŌʻō, en éruption depuis 1983. Après cette première incursion qui détruit 17 maisons et ensevelit quelques routes, la lave revient à partir du 16 avril 1990 et détruit totalement Kalapana et partiellement la localité voisine de Kaimū. La coulée qui sort d'un tube de lave est déviée vers l'est, en direction des habitations, par un petit relief parallèle à la côte, le horst Hakuma. Ainsi, Kalapana est presque entièrement enfouie sous une épaisseur de parfois dix mètres de lave à la fin juillet, Kaimū est atteinte fin août-début septembre et un nouveau trait de côte est dessiné par la lave qui s'avance dans l'océan Pacifique. Cette lave pāhoehoe qui forme une coulée de seulement dix à vingt centimètres d'épaisseur avance lentement, ce qui laisse le temps aux habitants d'évacuer leurs habitations. 
Pour éviter qu'elle ne soit détruite par la lave, l'église catholique Marie, étoile de la mer - inscrite au Registre national des lieux historiques pour ses peintures murale du père Evarist Gielen - est déplacée d'un seul tenant vers un lieu plus élevé et à l'écart, en bordure de la route N°130. 
Certains habitants restent jusqu'au dernier moment pour tenter de stopper la lave, parfois à l'aide d'un simple tuyau d'arrosage. Fin 1990, le tube de lave qui alimente la coulée détruisant Kalapana se tarit, la lave empruntant d'autres tracés plusieurs kilomètres à l'ouest. Le montant des dégâts est alors évalué à 61 millions de dollars.
Après cette destruction, certains habitants reviennent à Kalapana une fois que le refroidissement de la coulée le leur permet. Ils tracent de nouvelles allées et reconstruisent leurs maisons. Cependant, la lave revient temporairement à Kalapana, détruisant certaines des nouvelles constructions comme en juillet 2010. La lave entrant dans l'océan plus à l'ouest et de manière plus ou moins continue depuis cette époque, Kalapana constitue un lieu de passage et de visite pour les touristes qui se rendent sur les lieux de la coulée active.